# Embleton, Northumberland
Embleton är en ort och civil parish i Storbritannien.   Den ligger i grevskapet och kommunen Northumberland i riksdelen England, i den centrala delen av landet, 500 km norr om huvudstaden London. Embleton ligger 44 meter över havet och antalet invånare är 672.
Terrängen runt Embleton är platt. Havet är nära Embleton österut.  Närmaste större samhälle är Alnwick, 10,2 km söder om Embleton. 